# Autoroute A106
Die Autoroute A 106, auch als Antenne d’Orly bezeichnet, ist eine französische Autobahn mit Beginn in Chevilly-Larue und dem Ende in Paray-Vieille-Poste. Ihre Länge beträgt 5,5 km. Sie wurde am 12. April 1960 eröffnet (A 6a/A 6b – D 7).